# Răzvan Rădulescu
Răzvan Rădulescu (Bucarest, 23 ottobre 1969) è uno scrittore rumeno.
Studente di lettere e allievo dello scrittore rumeno Mircea Cărtărescu, Rădulescu viene pubblicato per la prima volta nel 1995 nell'antologia Tablou familie. Il suo secondo romanzo, Teodosie cel Mic, è stato salutato con entusiasmo da diversi critici letterari e vince nel 2010 il Premio letterario dell'Unione europea. È stato tradotto in italiano da Raffaella Tuan, e pubblicato dalla casa editrice Mimesis con il titolo Teodosio il Piccolo (2017).
Rădulescu è anche autore teatrale, collaboratore per diverse riviste, e affermato sceneggiatore cinematografico.